# Pectinaleyrodes triclisiae
Pectinaleyrodes triclisiae es un hemíptero de la familia Aleyrodidae, con una subfamilia: Aleyrodinae.
Fue descrita científicamente por primera vez por Cohic en 1966.